# Dunya Khayame
 (février 2019).
Si vous disposez d'ouvrages ou d'articles de référence ou si vous connaissez des sites web de qualité traitant du thème abordé ici, merci de compléter l'article en donnant les références utiles à sa vérifiabilité et en les liant à la section « Notes et références ».
Dunya Khayame, née le 24 octobre 1981 à Amsterdam,,, est une actrice néerlandaise, d'origine marocaine.

## Filmographie

### Cinéma
- 1999 : Novellen: De dag, de nacht en het duister : Leyla
- 2002 : Oesters van Nam Kee (nl) : La fille marocaine n°2
- 2005 : Allerzielen (nl) : La fille
- 2006 : Sssshht! : Saïda (court-métrage)
- 2017 : Wachtkamer : La maman (court-métrage)
- 2017 : Broeders : Layla

### Télévision

#### Séries télévisées
- 1999 : Goede tijden, slechte tijden : Leila
- 2000 : Finals (nl) : Tanja
- 2003 : Bergen Binnen (nl) : Dhjalita
- 2006 : Keyzer & de Boer advocaten : Iness Boutella
- 2007 : Het Huis Anubis (nl) : Nabila Baklava
- 2007 : De reiskoffer : L'infirmière
- 2010 : De Meisjes van Thijs (nl) : Eveline
- 2011-2012 : Mixed Up[Quoi ?] : Latifah Haloui
- 2011-2013 : Levenslied (nl) : Sahar
- 2015 : Sinterklaasjournaal (nl) : La demoiselle
- 2017-2018 : Klem (nl) : Aya Dahmani
- 2018 : De regels van Floor (nl) : Miss Marja
- 2019 : De Luizenmoeder (nl) : Esma

#### Téléfilms
- 2003 : Loverboy[Quoi ?] : Latoya
- 2005 : Staatsgevaarlijk (nl) : Aisha